# 香火 (电影)
《香火》，是2003年中国上映的电影，由宁浩執導，李强主演的电影，影片主要讲述一位和尚为了修佛像，从而遭遇了很多事情的故事。

## 電影內容
某日，一位和尚看到寺庙里的佛像塌了，而他就是靠着人们的拜佛而收取的香火钱度日，并且赶上快要过年，所以过年祭拜的人应该很多，所以他便决定去修佛像。
但是修佛像需要很多钱，但是他拿不出来，于是他不得不求别人，结果却没人同意，甚至他曾经的师兄都劝他放弃。
不顾，他最后还是决定去化缘来筹钱，虽说在这之中，他遇到了很多令他无法言说的事情，这些事情让他开始对自己之前的一些行为产生了怀疑。然而，当他刚把钱凑够了，可是却是寺庙即将被拆的消息。

## 演员表
- 李强 饰 和尚

## 備註
1. ↑  人民日报社.  (13-24). 《大地》月刊社. 2009.
2. ↑  何玉娥. . 敦煌文艺出版社. 2019. ISBN 7546817293.
3. ↑  .   [2021-12-13]. （原始内容存档于2022-01-25）. （页面存档备份，存于）
4. ↑  .   [2021-12-13]. （原始内容存档于2022-12-26）. （页面存档备份，存于）

## 外部連結
- 豆瓣链接 （页面存档备份，存于）
- 时光网 （页面存档备份，存于）
- 互联网电影数据库（IMDb）上《香火》的资料（英文）
- 背后的故事 （页面存档备份，存于）
- 背后的故事 （页面存档备份，存于）